# Fatḥatan

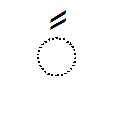
Le fatḥatan placé sur un cercle pointillé

Le fatḥatan (فتحتان en arabe) est un signe diacritique de l’écriture arabe indiquant la nunation de la vocalisation brève [a] de la lettre qu’il modifie. Il est composé de deux trait placé au-dessus de la lettre.
Ses caractères Unicode sont 0640 et 064B.